# Busher Jackson
Ralph Harvey "Busher" Jackson, född 17 januari 1911 i Toronto, Ontario, död 25 juni 1966 i Toronto, var en kanadensisk professionell ishockeyspelare. Busher Jackson spelade 15 säsonger i NHL åren 1929–1944 för Toronto Maple Leafs, New York Americans och Boston Bruins.
Busher Jackson vann NHL:s poängliga och Stanley Cup med Toronto Maple Leafs säsongen 1931–32. I Maple Leafs spelade han i en framgångsrik kedja kallad "The Kid Line" tillsammans med Charlie Conacher och Joe Primeau.
Busher Jackson valdes in i Hockey Hall of Fame 1971.

## Statistik
| 1927–28    | Toronto Marlboros   | OHA-Jr.      | 4   | 4   | 0   | 4   | 2   | 2  | 0  | 0  | 0  | 0  |
| 1928–29    | Toronto Marlboros   | OHA-Jr.      | 9   | 10  | 4   | 14  | 0   | 3  | 7  | 2  | 9  | —  |
| 1928–29    | Toronto Marlboros   | Memorial Cup | —   | —   | —   | —   | —   | 13 | 15 | 10 | 25 | 4  |
| 1929–30    | Toronto Maple Leafs | NHL          | 32  | 12  | 6   | 18  | 29  | —  | —  | —  | —  | —  |
| 1930–31    | Toronto Maple Leafs | NHL          | 43  | 18  | 13  | 31  | 81  | 2  | 0  | 0  | 0  | 2  |
| 1931–32    | Toronto Maple Leafs | NHL          | 48  | 28  | 25  | 53  | 63  | 7  | 5  | 2  | 7  | 13 |
| 1932–33    | Toronto Maple Leafs | NHL          | 48  | 27  | 17  | 44  | 43  | 9  | 3  | 1  | 4  | 2  |
| 1933–34    | Toronto Maple Leafs | NHL          | 38  | 20  | 18  | 38  | 38  | 5  | 1  | 0  | 1  | 8  |
| 1934–35    | Toronto Maple Leafs | NHL          | 42  | 22  | 22  | 44  | 27  | 7  | 3  | 2  | 5  | 2  |
| 1935–36    | Toronto Maple Leafs | NHL          | 47  | 11  | 11  | 22  | 19  | 9  | 3  | 2  | 5  | 2  |
| 1936–37    | Toronto Maple Leafs | NHL          | 46  | 21  | 19  | 40  | 12  | 2  | 1  | 0  | 1  | 2  |
| 1937–38    | Toronto Maple Leafs | NHL          | 48  | 17  | 17  | 34  | 18  | 6  | 1  | 0  | 1  | 8  |
| 1938–39    | Toronto Maple Leafs | NHL          | 42  | 10  | 17  | 27  | 12  | 7  | 0  | 1  | 1  | 2  |
| 1939–40    | New York Americans  | NHL          | 43  | 12  | 8   | 20  | 10  | 3  | 0  | 1  | 1  | 2  |
| 1940–41    | New York Americans  | NHL          | 46  | 8   | 18  | 26  | 4   | —  | —  | —  | —  | —  |
| 1941–42    | Boston Bruins       | NHL          | 27  | 5   | 7   | 12  | 8   | 5  | 0  | 1  | 1  | 0  |
| 1942–43    | Boston Bruins       | NHL          | 44  | 19  | 15  | 34  | 38  | 9  | 1  | 2  | 3  | 10 |
| 1943–44    | Boston Bruins       | NHL          | 42  | 11  | 21  | 32  | 25  | —  | —  | —  | —  | —  |
| NHL totalt | NHL totalt          | NHL totalt   | 636 | 241 | 234 | 475 | 437 | 71 | 18 | 12 | 30 | 55 |